# Зељаста биљка
Зељаста биљка је животна форма биљака, која не образује секундарно ткиво (камбијум и фелоген) услед чега не долази до дебљања. Њихово стабло је меко, сочно и код већине зелено (има улогу у фотосинтези). Надземни изданци ових биљака, у пределима са неповољним делом године, изумиру на крају вегетационог периода. 
Зељасте биљке су васкуларне биљке које немају постојане дрвенасте стабљике изнад земље. Ова широка категорија биљака укључује многе вишегодишње, и скоро све једногодишње и двогодишње.
На основу дужине живота, зељасте биљке подељене су на:
- једногодишње, које почињу и завршавају животни циклус у једном вегетационом периоду (нпр. грашак, тиква, кукуруз, пшеница);
- двогодишње, у првој години образују листове, расту и стварају резерве хране, да би у другој години цветале, донеле плод и семе и умрле (нпр. мрква, першун,  шећерна репа, цвекла);
- вишегодишње или перене, којима на крају сваке вегетационе сезоне изданци умиру, а биљке неповољни период године преживљавају у виду пупољака из којих се на почетку следеће вегетационе сезоне образују нови изданци (нпр. маслачак, детелина, перуника).

## Дефиниције „биља” и „зељастих биљки”
Четврто издање Краћег Оксфордског речника енглеског језика дефинише „биље“ као:
1. „Биљка чија стабљика не постаје дрвенаста и постојана (као код дрвећа или жбуња), већ остаје мека и сочна, и умире (у потпуности или до корена) након цветања“;
2. „(фрекв. ароматична) биљка која се користи за арому или мирис, у медицини, итд.“. (Види: биљка)

Исти речник дефинише „зељаст” као:
1. „Природа биљке; посебно кад не формира дрвенасту стабљику, већ сваке године одумире до корена“;
2. „БОТАНИКА Личи на лист по боји или текстури.“[4]

Ботанички извори се разликују једни од других по дефиницији „биља”. На пример, Хантов институт за ботаничку документацију укључује услов „када постоји више од једне вегетацијске сезоне, делови изданака одумиру сезонски“. Међутим, неке орхидеје, као што су врсте рода Phalaenopsis, описане су у неким изворима (укључујући ауторитативно дело Биљке света онлајн) као „зачинско биље“, али са „упорним или понекад листопадним листовима“. У глосару Флоре регије Сиднеј, Роџер Чарлс Каролин дефинише „биље“ као „биљку која не производи дрвенасту стабљику“, а придев „зељаст“ као „попут зеља“, што се односи на делове биљке који су зелене и меке текстуре“.

## Опис
У зељасте биљке спадају граминоиди, форбије и папрати. Форбије се генерално дефинишу као зељасте широколисне биљке, док су граминоиди биљке са изгледом налик трави укључујући праве траве, шаш и рогоз.
Зељасте биљке су најчешће биљке ниског раста, различите од дрвенастих биљака као што су дрвеће и жбуње, које имају меке зелене стабљике којима недостаје лигнификација, а њихов раст изнад земље је краткотрајан и често сезонског трајања. Насупрот томе, незељасте васкуларне биљке су дрвенасте биљке које имају стабљике изнад земље које остају живе, чак и током било које сезоне мировања, и расту изданке следеће године из надземних делова - то укључује дрвеће, жбуње, винову лозу и дрвенасти бамбус. Биљке банана се такође сматрају зељастим биљкама, јер стабљика не садржи право дрвенасто ткиво.
Неке зељасте биљке могу нарасти прилично велике, као што је род Musa, којем припада банана.

## Хабит и станиште
Неке релативно брзо растуће зељасте биљке (посебно једногодишње) су пионири или раносукцесијске врсте. Друге чине главну вегетацију многих стабилних станишта, којe се јављају на пример у приземном слоју шума, или у природно отвореним стаништима као што су ливаде, слана мочвара или пустиња. У неким стаништима, попут травњака, прерија и савана, доминирају зељасте биљке заједно са воденим окружењем као што су баре, потоци и језера.
Старост неких зељастих вишегодишњих биљака може се одредити хербхронологијом, анализом годишњих прстенова раста у ксилему секундарног корена.
Зељасте биљке не производе вишегодишње надземне структуре користећи лигнин, који је сложени фенолни полимер депонован у секундарном ћелијском зиду свих васкуларних биљака. Развој лигнина током васкуларне еволуције биљака обезбедио је механичку снагу, крутост и хидрофобност секундарним ћелијским зидовима стварајући дрвенасту стабљику, омогућавајући биљкама да расту високо и да преносе воду и хранљиве материје на веће удаљености унутар биљног тела. Будући да су дрвенасте биљке већином трајнице са дужим животним циклусом, јер је потребно више времена и више ресурса (хранљивих материја и воде) да би се произвеле трајно живе дрвенасте стабљике, оне нису способне да колонизују отворено и суво тло тако брзо као биље.
Површина биља је катализатор росе, која је у сушним климама и годишњим добима главна врста падавина и неопходна је за опстанак вегетације, односно у сушним подручјима зељасте биљке су генератор падавина и основа екосистема. Већина водене паре која се претвара у росу долази из ваздуха, а не из земље или облака. Што је биљка виша (површина је главни фактор), то производи више росе, тако да краћи рез биља захтева заливање. На пример, ако se често и кратко коси травa без заливања у сушној зони, долази до дезертификације.

## Врсте зељастих биљака
Зељасте биљке укључују биљке које имају годишњи, двогодишњи или вишегодишњи животни циклус. Једногодишње зељасте биљке потпуно умиру на крају вегетације или када процветају и заплоде, а затим из семена израсту нове биљке. Зељасте вишегодишње и двогодишње биљке могу имати стабљике које умиру на крају сезоне раста, али делови биљке преживљавају испод или близу земље из сезоне у сезону (за двогодишње биљке, до следеће вегетације, када расту и поново цветају, те умру).
Нови раст се такође може развити из живих ткива која остају на или испод земље, укључујући корење, кадекс (задебљани део стабљике у нивоу земље) или различите врсте подземних стабљика, као што су луковице, коре, столони, ризоми и кртоле. Примери зељастих двогодишњих биљака укључују шаргарепу, пастрњак и обичну амброзију; зељасте вишегодишње биљке укључују кромпир, божур, хосту, менту, већину папрати и већину трава.